# Hélio de Almeida
Hélio Mello de Almeida (Rio de Janeiro, 12 de junho de 1919 — 5 de abril de 2002) foi um engenheiro e político brasileiro.

## História
Foi presidente da União Nacional dos Estudantes (UNE) no biênio 1942 — 1943, ministro da Viação, de 1962 a 1963, e deputado federal pelo Rio de Janeiro, de 1975 a 1979. Foi ainda presidente do Clube de Engenharia do Rio de Janeiro em três oportunidades.
Em 1956 fundou, em associação com a Westinghouse Air Brake Co., a Union Switch and Signal Division e a Hammon Industries, todas sediadas nos EUA, a Fresinbra - Freios e Sinais do Brasil S.A. (depois Fresinbra Industrial S.A. e, atualmente, SAB-Wabco do Brasil S.A.), que iniciou no Brasil a fabricação de sistemas de freios para vagões e equipamentos para sinalização ferroviária, até então importados. Em 1961, com o objetivo de produzir no Brasil produtos de borracha e sapatas de freios ferroviários do tipo "alto atrito", novidade introduzida na época nos EUA, fundou a Cobreq - Companhia Brasileira de Equipamentos.
Em 1965, foi escolhido pelo PTB para ser candidato a governador da Guanabara, porém a candidatura foi barrada pelo governo Castello Branco, que não o aceitaria devido a suas relações com o presidente João Goulart, deposto no golpe militar de 1964. Foi então substituído pelo pessedista Negrão de Lima, que venceu as eleições.
Quando o AI-2 dissolveu todos os partidos e instituiu o bipartidarismo, filiou-se ao Movimento Democrático Brasileiro (MDB), que representava a oposição à ditadura, pelo qual se elegeu deputado federal pela Guanabara em 1974. Com a volta do pluripartidarismo em 1979, ingressou no Partido do Movimento Democrático Brasileiro (PMDB).